# لحظة والدو (المرآة السوداء)
"لحظة والدو" هي الحلقة الثالثة من الموسم الثاني من المسلسل التلفزيوني الأنثولوجي المرآة السوداء.كتب الحلقة منشئ المسلسل والمنتج تشارلي بروكر وأخرجها برين هيغينز ، عُرضت الحلقة لأول مرة على القناة الرابعة في 25 فبراير 2013.نشأت الحلقة من فكرة (ناثان بارلي) ، وهو برنامج تلفزيوني سابق من تأليف بروكر وكريس موريس.
تحكي الحلقة قصة جيمي سالتر (دانيال ريجبي) ، الممثل الكوميدي التعيس الذي يلعب دور الدب الأزرق المتحرك(والدو) في برنامج تلفزيوني ساخر.بعد أن دخل سياسي أجرى معه مقابلة - ليام مونرو (توبايس مينزيس) - في أنتخابات تكميلية ليصبح عضواً في البرلمان البريطاني ، يترشح الدب والدو كمرشح. وفي الوقت نفسه تنشأ مشاعر بين جيمي ومرشحة أخرى - جويندولين هاريس (كلوي بيير).
تستمر شعبية والدو في الإرتفاع لكن جيمي يصبح غير راضٍ بشكل متزايد عن الدور الذي يلعبه.
الحلقة تتناقض مع حلقات المرآة السوداء الأخرى بإطارها المعاصر ، فهي تكشف عدم ثقة الجمهور في السياسيين.في البداية، استندت جزئيًا إلى السياسي ورئيس مجلس الوزراء البريطاني السابق بوريس جونسون ، وتمت مقارنة شخصية والدو على نطاق واسع بقطب الأعمال دونالد ترامب بعد حملته الناجحة عام 2016 ليصبح رئيسًا للولايات المتحدة.اعتبر النقاد الحلقة سيئة للغاية مقارنة بحلقات المرآة السوداء الأخرى ، مع انتقادات لاعتمادها على المجازات ونهايتها. تلقت شخصيتا والدو وجيمي استقبالًا متباينًا.

## حبكة
في برنامج كوميدي محلي، يلعب جيمي سالتر (دانيال ريجبي) دور والدو، وهو دب أزرق متحرك مبتذل يجري مقابلات مع شخصيات عامة بحجة برنامج تلفزيوني للأطفال. بعد أن قدم السياسي المحافظ ليام مونرو (توبياس مينزيس) شكوى بشأن مقابلته، تم تكليف طيار تلفزيوني من بطولة والدو. على الرغم من ذلك، جيمي غير راضٍ عن حياته، خاصة بسبب الانفصال الأخير. يشير المدير التنفيذي جاك نابير (جيسون فليمينغ) إلى أن مونرو يترشح ليصبح عضوًا في البرلمان في الانتخابات التكميلية للدائرة الانتخابية الخيالية لستينتونفورد وهيرشام. ومن المتفق عليه أن والدو يجب أن يقف أيضًا.
يظهر جيمي بشخصية والدو عبر شاشات الفيديو على جانب شاحنة، ويدفع مونرو إلى المواجهة أثناء قيامه بحملاته. وفي الوقت نفسه، تم اختيار جويندولين هاريس ( كلوي بيير ) كمرشحة لحزب العمال ، على الرغم من أن الدائرة الانتخابية هي مقعد آمن للمحافظين. يسكر هاريس وجيمي معًا، ويعرب جيمي عن استيائه من كونه عالقا حيث اعترف والدو وهاريس بأنها لن تفوز. لقد مارسوا الجنس واتفقوا على مواصلة علاقتهم. مديرة حملة هاريس روي (مايكل شيفر) انزعجت من تحدثها إلى جيمي وأخبرتها أنها لا تستطيع رؤيته أثناء الحملة.
تمت دعوة والدو والمرشحين الآخرين إلى حملة ينظمها الطلاب، حيث يعرض مونرو تفاصيل مسيرة جيمي التلفزيونية غير الناجحة في الغالب ويسخر من رسالته باعتبارها لا معنى لها. يهاجم جيمي كلاً من مونرو وهاريس باعتبارهما سياسيين مخادعين، مستخدمًا المعلومات التي كشفت عنها هاريس خلال لقائهما. انتشر كلام والدو على نطاق واسع على موقع يوتيوب ويحظى بتغطية إعلامية. أجرى والدو مقابلة مع الناقد السياسي فيليب كرين (فيليب تورينس). جيمي متردد في الاستمرار في دور والدو، لكنه يفعل ذلك بعد أن يهدده جاك بأن يقوم بدلاً منه. بعد ذلك، يلتقي جاك وجيمي مع العميل الأمريكي جيف كارتر ( ديفيد أجالا )، الذي يتحدث عن مزايا الشخصية الكرتونية مقارنة بالإنسان في نشر الرسائل السياسية في الخارج.
يحاول جيمي الاعتذار لهاريس لكنها غاضبة منه. في اليوم التالي، كسر جيمي شخصيته وحث الجميع على عدم التصويت لصالح والدو؛ يتولى جاك دور والدو ويصرخ بشكل تافه لتحريض أحد أفراد الجمهور على الاعتداء على جيمي. في المستشفى، يرى جيمي نتائج الانتخابات: فاز مونرو، وجاء والدو في المركز الثاني وهاريس في المركز الثالث، على الرغم من أن جاك، باستخدام والدو، يحرض على أعمال الشغب. في المشهد الأخير، أمرت الشرطة جيمي المشرد بالمضي قدمًا. يرى شاشة تعرض والدو على كل قناة بلغات مختلفة. بسبب الإحباط، ألقى جيمي زجاجة عليه، لكن الشرطة طاردته وهاجمته.

## إنتاج
"لحظة والدو" كانت الحلقة الثالثة من الجزء الثاني من المرآة السوداء ، من إنتاج Zeppotron لصالح إندمول . تم بثه على القناة الرابعة في 25 فبراير 2013 الساعة 10 مساءً  في 22 يناير 2013، تم إصدار مقطع دعائي للجزء الثاني، يضم تسلسل الأحلام وموقع المصنع وسحابة غبار كبيرة. تم عرض الإعلان على القناة الرابعة وفي دور السينما.  تم عرض مقطع دعائي لحلقة "لحظة والدو" لأول مرة في 19 فبراير 2013 

### المفهوم والكتابة
الحلقة كتبها مؤلف المسلسل تشارلي بروكر . نشأت هذه الفكرة من فكرة طرحها بروكر وكريس موريس عندما كانا يكتبان ناثان بارلي في عام 2005. لقد تخيلوا سياسيًا يعتمد على الفرقة الافتراضية البريطانية غوريلاز ، التي أعضاؤها شخصيات كرتونية متحركة. عندما جاء بروكر لكتابة الحلقة, استوحى الإلهام من شخصية والدو عن السياسي البريطاني بوريس جونسون,   وكان ألي جي مصدر إلهام أيضًا.  كان يون غنار ، الممثل الكوميدي الذي أصبح عمدة ريكيافيك ، نقطة مرجعية أخرى، وبعد تصور الحلقة. 

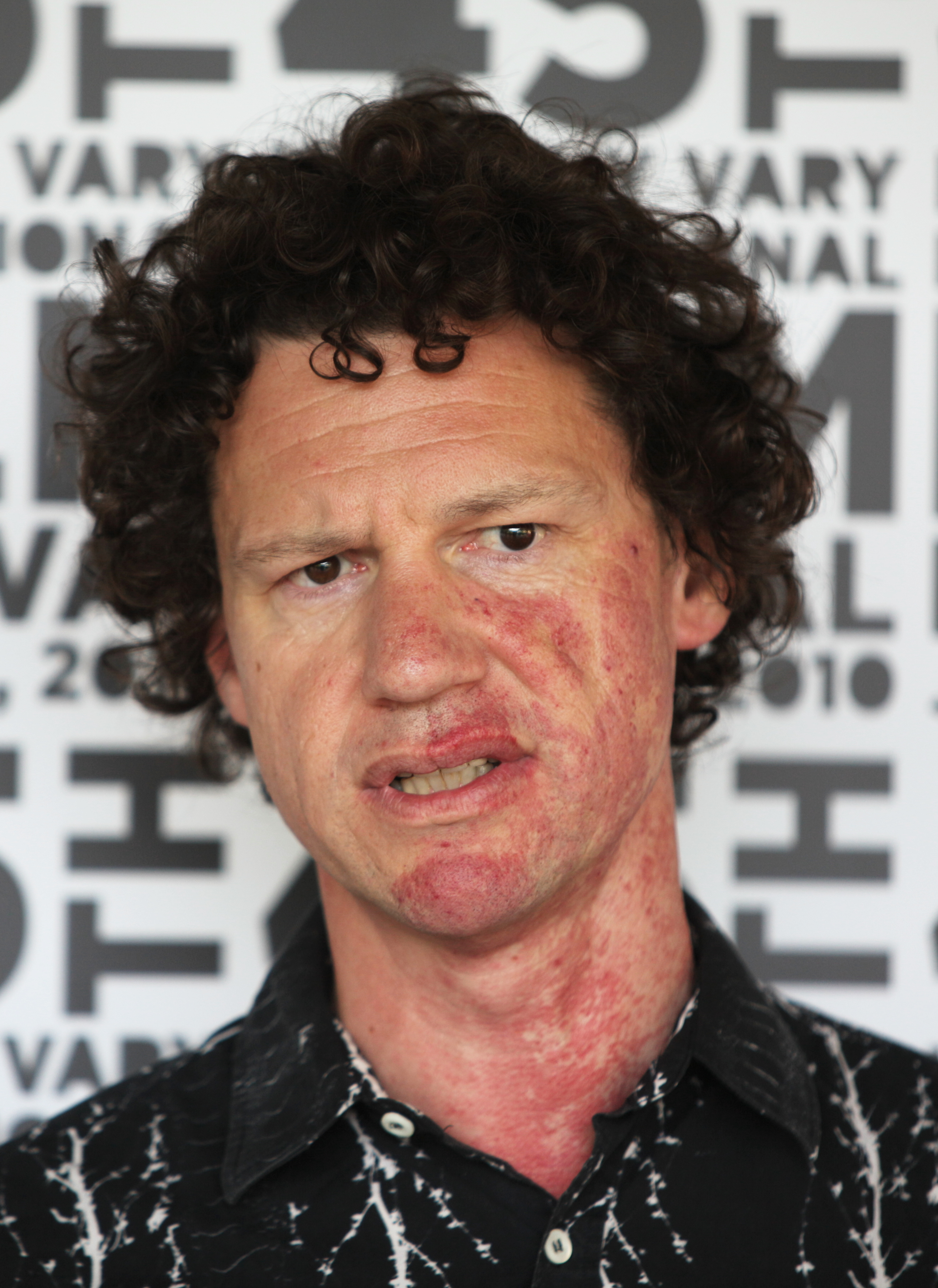
كريس موريس ، الذي ابتكر معه بروكر الفكرة الأولية لـ "لحظة والدو"

قال بروكر إن الحلقة "تسأل عن موضوع الهجاء". تعتمد بعض حوارات جيمي على وجهة نظر بروكر الخاصة من حياته المهنية، مثل المشاركة في التقديم 10 O'Clock Live ، وهو فيلم كوميدي سياسي استمر من عام 2011 إلى عام 2013 
علق بروكر قائلاً إن الحلقة تم استعجالها بسبب ضيق الوقت، حيث كان مشغولاً بإعادة كتابة مسودات الحلقة الثانية من الجزء الثاني، " الدب الأبيض ". لقد أراد إجراء المزيد من الأبحاث، على الرغم من أنه تشاور مع أخت زوجته روبا حق ، وهي سياسية من حزب العمال آنذاك. قال بروكر في عام 2018 إن الفكرة كان يجب تنفيذها بتنسيق أطول، مثل حلقة من جزأين أو مسلسل قصير أو فيلم. كما أراد أيضًا أن يكون جيمي في خطر أكبر، وأن يعمل على تطوير فكرة والدو باعتباره "مانع الصواعق لعدم الرضا عن السياسيين".  وأعرب عن أسفه لرفض فكرة أن يكون جويندولين وجيمي شريكين سابقين. 

### ما قبل الإنتاج
أسس بروكر والدو على راتز، وهو رأس قطة افتراضي عائم من الجزء الأول من برنامج الأطفال في التسعينيات Live & Kicking . نظرًا لأنه تم التحكم في والدو مباشرة أثناء التصوير، باستخدام أحدث تقنيات الرسوم المتحركة الحية ، فقد تم تنفيذ عدة أشهر من أعمال ما قبل الإنتاج في استوديو التصميم Painting Practice.

### تصوير
قام برين هيغينز بإخراج الحلقة. وصف هيغينز الكوميديا بأنها "ضمنية"، وكان يهدف إلى تصوير الحلقة بأسلوب "فيلم إثارة حديث رائع إلى حد ما". لم تكن التكنولوجيا التي ظهرت في الحلقة بعيدة جدًا عما كان ممكنًا في ذلك الوقت، حيث أراد بروكر أن تنحرف الحلقة بعيدًا عن الخيال العلمي. قامت الأداة المستخدمة بتعيين مشاعر وحركات وجه المؤدي على شخصية والدو، وقد شوهد ذلك في الحلقة. بالإضافة إلى ريجبي، كان هناك أربعة من محركي الدمى يتحكمون في والدو، حيث تم تكليفهم بأدوار عينيه وفمه وجسده والباقي. طلب بروكر أن تكون الرسوم المتحركة لوالدو عالية الكعب عن قصد حتى يعتقد المشاهد أن جيمي كان يتحكم فيه مباشرة. 
تم نقل شاحنة والدو إلى هاي ويكومب ، وهي بلدة تقع في جنوب شرق إنجلترا، حيث شارك أفراد من الجمهور في التفاعل مع والدو. بسبب مخاوف قانونية، لم يتم عرض قضيب والدو علنًا. باتباع عبارة ليام مونرو "إنه يجعل النظام بأكمله يبدو سخيفًا. وهو ما قد يكون كذلك، لكنه بنى هذه الطرق"، كان من المخطط أن تمر السيارة فوق حفرة، ولكن تم قص هذا المشهد لأنه بدا وكأنه خطأ في الكاميرا. 